# The Nib
The Nib (référence à la pointe d'une plume ou d'un stylo, « nib » en anglais) est un site internet américain qui publie quotidiennement des bandes dessinées politiques, des articles et essais sur l'actualité. Le magazine publie régulièrement des anthologies de ses bandes dessinées. Créé par le dessinateur Matt Bors en septembre 2013, The Nib est un éditeur indépendant soutenu par ses membres depuis 2019.

## Histoire
Initialement soutenu par Medium, des changements en mai 2015 ont amené The Nib à changer d'orientation et à publier moins régulièrement. En juillet 2015, Bors annonce que The Nib ne publierait plus sur Medium et déclare que le site déménage . En septembre 2015, il publie en auto-édition une anthologie de bandes dessinées intitulée Eat More Comics !: The Best of The Nib (« Mangez plus de BD! : Le Meilleur du Nib »).
En février 2016, First Look Media annonce son partenariat avec Matt Bors pour relancer The Nib, puis le site est officiellement relancé en juillet 2016. En octobre 2016, First Look Media annonce que Topic, qui gère le contenu multimédia de l'entreprise, produirait la première série animée de The Nib, également appelée « The Nib ». Le premier épisode de la série est créé en juin 2017 et sa deuxième saison débute en mars 2018. En septembre 2018, le nouveau magazine The Nib est présenté à la Small Press Expo.
En juin 2019, First Look Media décide de cesser de financer The Nib et licencie le personnel à la fin du mois de juillet 2019. Matt Bors annonce qu'il continuerait à publier des bandes dessinées sur The Nib grâce au soutien qu'apporte le service d'abonnement au site appelé The Inkwell (« L'Encrier »).
En décembre 2019, The Nib finance avec succès une nouvelle anthologie de bandes dessinées intitulée Be Gay Do Comics (« Sois gay, fais des BDs »), rassemblant des œuvres d'artistes queer.

## Artistes et journalistes notables
- Ruben Bolling
- Gemma Correll
- Mike Dawson
- Matt Furie
- KC Green
- Pia Guerra
- Chris Hayes
- Mattie Lubchansky
- Sarah Mirk
- Pat Oliphant[10]
- Nate Powell
- Jon Rosenberg
- Jen Sorensen
- Ann Telnaes

## Récompenses et nominations
En 2016, The Nib est nommé pour un prix Eisner dans la catégorie « Meilleure Anthologie ».
En 2017, les membres de The Nib Ted Closson, Sarah Winifred Searle, Eleri Harris et Ben Passmore sont sur la liste de nomination du Cartoonist Studio Prize dans la catégorie Best Web Comic of the Year (« Meilleure bande dessinée en ligne de l'année ») et Gemma Correll remporte le prix Reuben de la National Cartoonists Society.
De plus, 2017 voit également Amanda Scurti et Mike Dawson dans la liste des nominations pour le prix Ignatz dans la catégorie Outstanding Online Comic (« Bande Dessinée en ligne exceptionnelle »),. La contributrice Bianca Xunise reçoit le prix Ignatz pour sa bande dessinée The Weight of Being Black in America (« Le Fardeau d'être noire aux États-Unis »), publiée sur The Nib.
En juillet 2018, Eleri Harris remporte le prix Australian Ledger pour sa série Reported Missing. Charis Jackson-Barrios reçoit le prix Locher 2018 pour ses œuvres, donc plusieurs contributions au Nib. Enfin, Mike Dawson est nommé pour un prix Eisner 2018 de la meilleure bande dessinée en ligne.
En juillet 2019, Chelsea Saunders remporte le prix Locher pour son travail à The Nib. En septembre 2019, l'équipe éditoriale de The Nib, comprenant Matt Bors, Eleri Harris, Mattie Lubchansky, Sarah Mirk et Andy Warner, représentant le magazine, reçoit le prix Ignatz de la meilleure série. En septembre 2019, Matt Bors reçoit également le Transformative Work Award au Cartoon Crossroads Columbus (CXC) qui célèbre l'impact qu'a eu The Nib sur l'histoire de la bande dessinée. Enfin, The Nib a remporté le Ringo Award 2019 du meilleur Webcomic.
En septembre  2020, le collectif Be Gay Do Comics dirigé par The Nib reçoit le prix Ignatz du meilleure collectif lors de la Small Press Expo virtuelle.
En 2023, The Nib Magazine reçoit le prix Eisner de la meilleure anthologie.